# Huijnge
Het geslacht  Huijnge of Huijnghe was een Groningse burgemeesterfamilie. Deze regenten bekleedden geregeld de functie van Burgemeester van de stad Groningen en zij waren verwant aan de andere burgemeesterfamilies.
Ook in de Ommelanden hadden de Huijnghes macht en eigendommen. Zij bezaten in 1575 behuysinge de Wiardt  ten zuiden van de stad. In 1515 werd rond Groningen gevochten en het onversterkte en op de route van de belegeraars gelegen dorp Helpman werd verwoest. Ook de borg werd vernield. In 1553 werd het inmiddels herstelde onroerend goed, in een koopakte die Huyzinghe hoevinghe en de grafften tho Helpman up de Wijert gheheten door de familie Huijnge verkocht aan Wolter Huijnghe en zijn vrouw. In 1575 noemde men dat 'n gewaldige costelicke borch  die in 1575 door Luurt Huijnghe als behuijsinghe de Wiardt werd verkocht.